# 野梨樹
《野梨樹》（土耳其語：Ahlat Ağacı）是一部2018年劇情片，由努里·比格·錫蘭執導的一部土耳其劇情片。入圍第71屆坎城影展官方競賽單元。

## 演員
- Hazar Ergüçlü
- Ahmet Rifat Sungar

## 製作
該片拍攝至土耳其西部及希臘的恰納卡萊地區取景。

## 外部連結
- 開眼電影網上《野梨樹》的資料（繁體中文）
- 豆瓣电影上《野梨樹》的資料 （简体中文）
- 互联网电影数据库（IMDb）上《野梨樹》的资料（英文）